# Pedaliodes chrysotaenia
Pedaliodes chrysotaenia är en fjärilsart som beskrevs av Carl Heinrich Hopffer 1874. Pedaliodes chrysotaenia ingår i släktet Pedaliodes och familjen praktfjärilar. Inga underarter finns listade i Catalogue of Life.